# Sandra Vanessa Schäfer
Sandra Vanessa Schäfer (* 10. Januar 1977) ist eine deutsche Kunst- und Antiquitätenhändlerin, Gastronomin und Hotelierin.

## Leben
Schäfer betreibt seit 2003 das Kunst- und Antiquitätenhandelshaus Antheum in Köln. 2013 trat Schäfer als  Händlerin in der ersten Staffel der ZDF-Sendereihe Bares für Rares auf.
Seit dem 1. Januar 2015 ist sie Geschäftsführerin eines der Unternehmerfamilie Schäfer gehörenden Hotels und Restaurants im Schloss Gartrop von Hünxe. Sandra Vanessa Schäfer ist verheiratet mit Michael J. Schäfer.